# Mont-de-Laval
Mont-de-Laval är en kommun i departementet Doubs i regionen Bourgogne-Franche-Comté i östra Frankrike. Kommunen ligger i kantonen Le Russey som tillhör arrondissementet Pontarlier. År 2022 hade Mont-de-Laval 190 invånare.

## Befolkningsutveckling
Antalet invånare i kommunen Mont-de-Laval
Referens:INSEE